# Commelina fluviatilis
Commelina fluviatilis är en himmelsblomsväxtart som beskrevs av John Patrick Micklethwait Brenan. Commelina fluviatilis ingår i släktet himmelsblommor, och familjen himmelsblomsväxter. Inga underarter finns listade.